# Drymonia coriacea
Drymonia coriacea là một loài thực vật có hoa trong họ Tai voi. Loài này được (Oerst. ex Hanst.) Wiehler mô tả khoa học đầu tiên năm 1973.